# 1476
| [ Edytuj tabelę ]                          | |
| Król Polski                                | - 1447 Kazimierz IV Jagiellończyk 1492 |
| Książę Albanii                             | - 1446 Lekë Dukagjini 1481 |
| Współksiążęta Andory                       | - 1472 Pere de Cardona 1512 - 1472 Franciszek Febus 1479 |
| Król Anglii                                | - 1471 Edward IV 1483 |
| Król Aragonii i Walencji, hrabia Barcelony | - 1458 Jan II Aragoński 1479 |
| Władca Azteków                             | - 1468 Axayacatl 1481 |
| Elektor Brandenburgii                      | - 1471 Albrecht III Achilles 1486 |
| Książę Bawarii-Landshut                    | - 1450 Ludwik IX Bogaty 1479 |
| Książę Bawarii-Monachium                   | - 1460 Zygmunt 1501 - 1465 Albert IV Mądry 1503 |
| Książę Burgundii                           | - 1467 Karol Śmiały 1477 |
| Sułtan Brunei                              | - 1473 Bolkiah 1521 |
| Cesarz Chin                                | - 1464 Chenghua 1487 |
| Król Cypru                                 | - 1474 Katarzyna Cornaro 1489 |
| Król Czech                                 | - 1469 Maciej Korwin 1490 |
| Król Danii                                 | - 1448 Chrystian I 1481 |
| Dalajlama                                  | - 1475 Gendun Gjaco 1541 |
| Władca Egiptu                              | - 1468 Ka'itbaj 1496 |
| Cesarz Etiopii                             | - 1468 Beyde Marjam I 1478 |
| Król Francji                               | - 1461 Ludwik XI 1483 |
| Hrabia Holandii                            | - 1467 Karol Śmiały 1477 |
| Władca Inków                               | - 1471 Tupac Yupanqui 1493 |
| Cesarz Japonii                             | - 1464 Go-Tsuchimikado 1500 |
| Kalif                                      | - 1455 Al-Mustandżid 1479 |
| Król Kastylii i Leónu                      | - 1474 Izabela I Katolicka 1504 |
| Patriarcha Konstantynopola                 | - 1475 Rafał I 1476 - 1476 Maksym III Manasses 1481 |
| Władca Korei                               | - 1469 Sŏngjong 1494 |
| Wielki książę litewski                     | - 1440 Kazimierz IV Jagiellończyk 1492 |
| Cesarz Majapahitu                          | - 1474 Girindrawardhana 1498 |
| Sułtan Maroka                              | - 1472 Muhammad asz-Szajch al-Mahdi 1505 |
| Książę Mediolanu                           | - 1466 Galeazzo Maria 1476 - 1476 Gian Galeazzo 1494 |
| Senior Monako                              | - 1458 Lambert Grimaldi 1494 |
| Wielki książę moskiewski                   | - 1462 Iwan III Srogi 1505 |
| Król Nawarry                               | - 1441 Jan II Aragoński 1479 |
| Król Norwegii                              | - 1450 Chrystian I 1481 |
| Sułtan Omanu                               | - 1451 Umar ibn al-Chattab 1490 |
| Elektor Palatynatu                         | - 1449 Fryderyk I 1476 - 1476 Filip Wittelsbach 1508 |
| Papież                                     | - 1471 Sykstus IV 1484 |
| Król Portugalii                            | - 1438 Alfons V 1481 |
| Cesarz Rzymski (niemiecki)                 | - 1440 Fryderyk III Habsburg 1493 |
| Kapitanowie Regenci San Marino             | - 1475 Antonio di Marino Simone di Marino di Giovanni 1476 - 1476 Bianco di Antonio Giovanni di Menghino Calcigni 1476 - 1476 Bartolo di Antonio Marino di Venturino 1477 |
| Elektor Saksonii                           | - 1464 Ernest Wettyn 1486 |
| Król Szkocji                               | - 1460 Jakub III 1488 |
| Król Szwecji                               | - 1471 Sten Sture Starszy 1497 |
| Król Tajlandii                             | - 1448 Borommatrailokkanat 1488 |
| Sułtan Turków                              | - 1451 Mehmed II Zdobywca 1481 |
| Doża Wenecji                               | - 1474 Pietro Mocenigo 1476 - 1476 Andrea Vendramino 1478 |
| Król Węgier                                | - 1458 Maciej Korwin 1490 |
| Cesarz Wietnamu                            | - 1460 Lê Thánh Tông 1497 |
| Wielki mistrz zakonu krzyżackiego          | - 1470 Henryk Reffle von Richtenberg 1477 |

Rok 1476 / MCDLXXVI
stulecia: XIV wiek ~
XV wiek ~
XVI wiek

lata: 1466 «
1471 «
1472 «
1473 «
1474 «
1475 «
1476
» 1477
» 1478
» 1479
» 1480
» 1481
» 1486

## Wydarzenia w Polsce
- 25 kwietnia – w zjeździe w Malborku wziął udział święty Kazimierz.
- 14 sierpnia-2 września – w Piotrkowie obradował sejm walny[1].
- Listopad – wielki mistrz zakonu krzyżackiego Henryk Reffle von Richtenberg odmówił królowi pomocy zbrojnej przeciwko biskupowi warmińskiemu Mikołajowi Tungenowi oraz dodatkowo wszedł z nim w jawny sojusz skierowany przeciwko Polsce.

- Król Kazimierz IV Jagiellończyk zniósł prawo lenne w Prusach i wprowadził zamiast niego dziedziczne prawo chełmińskie.
- Na dwór Kazimierza IV przybył nuncjusz papieski Baltazar de Priscia. Miał on ekskomunikować króla polskiego, gdyby ten zerwał rozejm z Węgrami, zawarty koło Wrocławia we wsi Muchobór Wielki w 1474 roku.

## Wydarzenia na świecie
- 28 lutego – wojska księcia burgundzkiego Karola Śmiałego dokonały masakry 412 obrońców zdobytego szwajcarskiego miasta Grandson.
- 2 marca – zwycięstwo wojsk szwajcarskich nad burgundzkimi w bitwie pod Grandson.
- 6 maja – książę Burgundii Karol Śmiały podpisał kontrakt małżeński swej córki Marii z późniejszym cesarzem Maksymilianem Habsburgiem.
- 22 czerwca – zwycięstwo wojsk szwajcarskich nad burgundzkimi w bitwie pod Morat.
- 26 listopada – Wład Palownik pokonał przy wsparciu wojsk węgierskich i mołdawskich hospodara wołoskiego Basaraba III i zajął jego miejsce.
- 26 grudnia – książę Mediolanu Galeazzo Maria Sforza został zamordowany w mediolańskim kościele św. Stefana przez trzech swoich dworzan.

- Wyruszyła na zachód duńska wyprawa pod wodzą Polthorsta i Pinninga w celu odkrycia północno-zachodniego szlaku do Indii.

## Urodzili się
- 12 marca – Anna Jagiellonka, królewna polska, księżniczka litewska, księżna pomorska (zm. 1503)
- 19 maja – Helena, żona Aleksandra Jagiellończyka, wielka księżna litewska i królowa Polski (zm. 1513)
- 28 czerwca – Paweł IV, papież kościoła katolickiego (zm. 1559)
- 21 lipca - Anna Sforza, księżniczka Mediolanu (zm. 1497)
- 13 grudnia – Łucja z Narni, włoska tercjarka dominikańska, stygmatyczka, błogosławiona katolicka (zm. 1544)
- data dzienna nieznana:
  - Cuitláhuac – dziesiąty tlatoani (władca) Azteków (Méxicas; zm. 1520)

## Zmarli
- 3 lipca – Mikołaj I opolski (ur. między 1422 a 1424)
- 28 listopada – Jakub z Marchii, włoski franciszkanin, legat papieski, misjonarz, święty katolicki (ur. 1393)
- 26 grudnia – Galeazzo Maria Sforza, książę Mediolanu (ur. 1444)
- grudzień – Vlad III Drakula, hospodar wołoski (ur. 1431)